# Las ilusiones perdidas (película de 2021)
Las ilusiones perdidas (título original en francés Illusions perdues) es una película francesa de 2021 dirigida por Xavier Giannoli, con guion del propio Giannoli y Jacques Fieschi. Está basada en la novela homónima de Honoré de Balzac y fue protagonizada por Benjamin Voisin, Xavier Dolan, Vincent Lacoste, Cécile de France, Gérard Depardieu y Jeanne Balibar.
Presentada en la 78.ª edición del Festival Internacional de Cine de Venecia el 5 de septiembre de 2021, fue estrenada en Francia el 20 de octubre de 2021, por Gaumont.

## Reparto
- Benjamin Voisin : Lucien de Rubempré
- Cécile de France : Marie-Louise-Anaïs de Bargeton
- Vincent Lacoste : Étienne Lousteau
- Xavier Dolan : Raoul Nathan
- Salomé Dewaels : Coralie
- Jeanne Balibar : Marquesa d'Espard
- André Marcon : Baron de Châtelet
- Louis-Do de Lencquesaing : Andoche Finot
- Gérard Depardieu : Dauriat
- Jean-François Stévenin : Singali
- Jean-Paul Muel : Bargeton
- Jean-Marie Frin : Camusot
- Isabelle de Hertogh : Bérénice
- Armand Éloi : trabajador de la ópera
- Jean-Paul Bordes : director de la revista Réveil
- Julien Sibre : portero

## Producción
En septiembre de 2019, se confirmó la presencia en el filme de los actores Benjamin Voisin, Xavier Dolan, Vincent Lacoste, Cécile de France, Gérard Depardieu, Jeanne Balibar, André Marcon, Jean-François Stévenin y Louis-Do de Lencquesaing, dirigidos por Xavier Giannoli y con guion del mismo Giannoli y de Jacques Fieschi, basada en la novela Las ilusiones perdidas, de Honoré de Balzac. El rodaje empezó en julio de 2019.